# Liste von Zwischenfällen mit Luftschiffen
Die Liste von Unglücken mit Luftschiffen enthält eine Auswahl von Unglücken mit Luftschiffen (Prallluftschiffe, halbstarre Luftschiffe und Starrluftschiffe) einschließlich Vorfällen durch Kriegsgeschehnisse.

## Liste
| Bild                                                | Datum              | Tote / Verletzte | Tote / Verletzte | Luftfahrzeug(e)                                            | Betreiber                                              | Beschreibung |
| --------------------------------------------------- | ------------------ | ---------------- | ---------------- | ---------------------------------------------------------- | ------------------------------------------------------ | --- |
|                                                     | 12. Juni 1897      | 2                | 0                | Deutschland                                                | Friedrich Hermann Wölfert                              | Beim Absturz der Deutschland auf dem Tempelhofer Feld in Berlin verunglückten Friedrich Hermann Wölfert und sein Mechaniker Robert Knabe tödlich. |
|                                                     | 12. Mai 1902       | 2                | 0                | Pax                                                        | Augusto Severo de Albuquerque Maranhão                 | Das Luftschiff geriet bei seiner ersten Fahrt über Paris in Brand. Die beiden Besatzungsmitglieder Georges Saché und Augusto Severo de Albuquerque Maranhão, der Hersteller der Pax, kamen ums Leben. |
|                                                     | 13. Oktober 1902   | 2                | 0                | Bradsky                                                    | Otokar von Bradsky-Laboun                              | Beim Abriss der Gondel in etwa 180 m Höhe während des Erstflugs des Luftschiffs bei Paris wurden Otokar von Bradsky-Laboun und sein Ingenieur Paul Morin getötet. |
|                                                     | 30. November 1907  | 0                | 0                | Patrie                                                     | Französische Armee                                     | Das Luftschiff, gebaut von Lebaudy Frères, ging bei einem Sturm verloren. Ohne Besatzung trieb das Luftschiff von Souhesme-la-Grande über den Ärmelkanal und wurde zuletzt bei den Hebriden gesichtet. |
|                                                     | 23. Mai 1908       | 0                | 16               |                                                            | John A. Morrell                                        | Das Luftschiff von John A. Morrell kollabierte über Berkeley, Kalifornien, USA. |
|                                                     | 05. August 1908    | 0                | 0                | Zeppelin LZ 4                                              |                                                        | Brand des LZ 4 bei Echterdingen, D, wo es wegen Motorproblemen zwischengelandet war. Die beiden Techniker an Bord konnten sich retten. |
|                                                     | 25. September 1909 | 4                | 0                | République                                                 | Französische Armee                                     | Dem Luftschiff brach bei Trévol, Frankreich, ein Propellerflügel ab, die Hülle wurde durchschlagen, das Luftschiff stürzte ab. Alle vier Besatzungsmitglieder kamen um. |
|                                                     | 28. Juni 1910      | 0                | 1                | Zeppelin LZ 7 Deutschland                                  | DELAG                                                  | LZ 7 stürzte im Unwetter mit Motorproblemen am Limberg im Teutoburger Wald bei Bad Iburg, D, ab. |
|                                                     | 13. Juli 1910      | 5                | 0                | Erbslöh                                                    | Rheinisch-Westfälische Motorluftschiff-Gesellschaft    | Das Luftschiff stürzte bei Pattscheid, Deutschland, ab. Vorausgegangen war vermutlich ein Gasaustritt aufgrund einer zu schnell erfolgten Überhitzung durch Sonneneinwirkung, dem eine Entzündung des Traggases gefolgt war. Der Konstrukteur Oskar Erbslöh sowie Max von Toelle, Rudolf Kranz, Hans Leo Höpp und der Mechaniker Joseph Spicks wurden tot in den Trümmern der Gondel gefunden. |
|                                                     | 04. Mai 1911       | 0                | 1                | Lebaudy Morning Post                                       |                                                        | Das Luftschiff driftete bei der Landung in Farnborough, England, ab und wurde in Bäume gedrückt. |
|                                                     | 02. Juli 1912      | 5                | 0                | Akron                                                      |                                                        | Das halbstarre Luftschiff stürzte brennend vor Brigantine Beach, New Jersey, USA, ins Meer. Alle fünf Besatzungsmitglieder starben. |
|                                                     | 28. Juli 1912      | 0                | 40               | Zeppelin LZ 10 Schwaben                                    | DELAG                                                  | Der Zeppelin Schwaben riss sich nach der Landung bei schwerem Wind in Düsseldorf, D, aus der Verankerung, dabei brach das Schiff auseinander, geriet in Brand und brannte aus. |
|                                                     | 09. September 1913 | 14               | 6                | L 1 (Zeppelin LZ 14)                                       | Kaiserliche Marine                                     | L 1 ging im Sturm etwa 32 km nördlich von Helgoland, D, in der Nordsee nieder. 14 Mitglieder der Mannschaft ertranken, 6 überlebten. |
| Brand des LZ 18                                     | 17. Oktober 1913   | 28               | 0                | L 2 (Zeppelin LZ 18)                                       | Kaiserliche Marine                                     | L 2 geriet bei einer Testfahrt über dem Flugplatz Johannisthal, Berlin, in Brand. Die gesamte Mannschaft kam um. |
|                                                     | 20. Juni 1914      | 9                | 0                | M.III                                                      | Österreichisches Militär                               | Das von Körting gebaute Militärluftschiff wurde im Raum Schwechat–Fischamend (östlich Wien) von einer Farman HF.20 gerammt. Alle 7 Luftschiffer und beide Flugzeuginsassen starben. Ehrengrab der verunglückten Militär-Luftschiffer am Wiener Zentralfriedhof (Siehe: Körting-Katastrophe). |
|                                                     | 25. Januar 1915    |                  |                  | Parseval PL 19                                             | Kaiserliche Marine                                     | Das deutsche Marine-Luftschiff PL19 musste nach einer Angriffsfahrt aufgrund von Beschussschäden auf dem Meer bei Libau, Lettland, notlanden; die Besatzung kam in russische Kriegsgefangenschaft. |
|                                                     | 03. September 1915 | 19               | 0                | L 10 (Zeppelin LZ 40)                                      | Kaiserliche Marine                                     | L 10 (Baunummer LZ 40) wurde nahe Cuxhaven, D, von einem Blitz getroffen; alle Mitglieder der Mannschaft kamen um. |
|                                                     | 26. Oktober 1915   | 0                | ?                | Parseval PL 26                                             |                                                        | PL 26 verbrannte bei seiner ersten Fahrt nach der Landung. Keine Todesopfer. |
|                                                     | 10. November 1915  | 20               | 0                | D.1 (Schütte-Lanz SL 6)                                    | Kaiserliche Marine                                     | D.1 (Schütte-Lanz SL 6) explodierte bei Seddin, Pommern. Alle zwanzig Männer der Besatzung starben. |
|                                                     | 01. Februar 1916   | 16               | 0                | L 19 (Zeppelin LZ 54)                                      | Kaiserliche Marine (Deutschland)                       | Das deutsche Marine-Luftschiff L 19 (Baunummer LZ 54) ging nach einer Fahrt über Großbritannien auf der Nordsee nieder. Die 16 Mitglieder überlebten zunächst. Nachdem der britische Fischkutter King Stephen die Rettung verweigert und der britischen Marine falsche Koordinaten mitgeteilt hatte, kamen sie jedoch um. |
|                                                     | 21. Februar 1916   | 2                | 0                | Prototyp „airship-plane“                                   | britisches Militär                                     | Beim Test der beiden britischen Offiziere Neville Usborne und De Courcy Ireland, ein unter eine Hülle eines Sea-Scout-Luftschiffs montiertes Flugzeug B.E.2c abzusetzen, rissen frühzeitig die Aufhängungen und die Konstruktion kollabierte. Ireland wurde aus dem Flugzeug geschleudert und landete im River Medway (South East England), Usborne stürzte mit der Maschine ab. Beide waren sofort tot. |
|                                                     | 14. Mai 1917       | ?                | ?                | L 22 (Zeppelin LZ 64)                                      | Kaiserliche Marine (Deutschland)                       | L 22 (Baunummer LZ 64) wurde bei einer Aufklärungsfahrt durch einen britischen Flieger nahe Terschelling, Niederlande, abgeschossen. |
|                                                     | 05. Januar 1918    | 15               | 134              |                                                            |                                                        | Bei einem Brand in den Hallen des Luftschiffhafens Ahlhorn bei Großenkneten, D, explodierten L 47 (LZ 87), L 46 (LZ 94), L 51 (LZ 97), L 58 (LZ 105) und SL 20. |
|                                                     | 07. April 1918     | 21               | 0                | L 59 (Zeppelin LZ 104)                                     | Kaiserliche Marine (Deutschland)                       | L 59 stürzte während einer Angriffsfahrt bei Malta über der Straße von Otranto ins Mittelmeer. Es gab keine Überlebenden. |
|                                                     | 09. April 1918     | ?                | ?                | L 54 (Zeppelin LZ 99) und L 60 (Zeppelin LZ 108)           | Kaiserliche Marine (Deutschland)                       | Die beiden Zeppeline mit den Baunummern LZ 99 und LZ 108 wurden bei einem englischen Luftangriff auf Tondern, Dänemark, am Boden zerstört. |
|                                                     | 19. Juli 1918      | ?                | ?                | L 62 (Zeppelin LZ 107)                                     | Kaiserliche Marine (Deutschland)                       | L 62 stürzte nördlich von Helgoland brennend ab. |
|                                                     | 06. August 1918    | ?                | ?                | L 70 (Zeppelin LZ 112)                                     | Kaiserliche Marine (Deutschland)                       | L 70 wurde nach einem Luftangriff auf England über Norfolk von einem britischen Kampfflugzeug in Brand geschossen. |
|                                                     | 02. Juli 1919      | 0                | 80               | C-8                                                        | US-Marine                                              | Das US-Marineluftschiff C-8, explodierte bei der Landung in Camp Holabird, Baltimore, Maryland, USA, wobei etwa 80 Schaulustige (Erwachsene und Kinder) verletzt wurden und Glasscheiben noch in einer Meile Entfernung zu Bruch gingen. |
|                                                     | 15. Juli 1919      | 9                | 0                | NS11                                                       | britisches Militär                                     | Das Luftschiff NS11 der britischen Luftwaffe explodierte über der Nordsee nahe Norfolk. Es gab keine Überlebenden. |
|                                                     | 21. Juli 1919      | 11               | 28               | Wingfoot Air Express                                       | Goodyear Tire & Rubber Company                         | Das amerikanische Luftschiff Wingfoot Air Express geriet bei seiner dritten Fahrt über Chicago in Brand. Vier der fünf Personen an Bord trugen Fallschirme, drei überlebten den Absprung. Die Kraftstofftanks fielen brennend auf eine Bank mit 150 Angestellten. |
|                                                     | 02. November 1919  | 1                | 0                | Zeppelin LZ 120 Bodensee                                   | DELAG                                                  | Bei einem missglückten Landemanöver in Berlin-Staaken und anschließendem Notaufstieg hatte ein Mitglied der Bodenmannschaft sein Halteseil nicht losgelassen und war aus etwa 50 m Höhe abgestürzt. An Bord wurde der Vorfall nicht bemerkt. Das Luftschiff wurde beschädigt und musste später notlanden. |
|                                                     | 23. August 1921    | 44               | ?                | R38/ZR-2                                                   | im Auftrag der US-Marine                               | R38 zerbrach bei Kingston upon Hull, England, in zwei Teile und stürzte brennend in den Fluss Humber. 44 Mitglieder der Mannschaft kamen um, fünf überlebten. |
|                                                     | 21. Februar 1922   | 34               | ?                | Roma                                                       | US Army Air Service                                    | Das Luftschiff geriet bei Langley Air Force Base, Hampton, Virginia, USA, nach Kontakt mit Stromkabeln in Brand. Nur 11 der 45 Personen an Bord überlebten, zum Teil schwer verletzt. |
|                                                     | 21. Dezember 1923  | 50               | 0                | Dixmude (LZ 114)                                           | französische Marine                                    | Das Luftschiff wurde bei Sizilien, Italien, vom Blitz getroffen und explodierte. Alle 50 Besatzungsmitglieder kamen um. |
|                                                     | 03. September 1925 | 14               | ?                | USS Shenandoah (ZR-1)                                      | US-Marine                                              | Das Luftschiff verunglückte zerbrach in schweren Turbulenzen in der Luft über dem südlichen Ohio, USA, in der Nähe von Ava (Noble County). 14 von 43 Besatzungsmitgliedern starben. |
|                                                     | 25. Mai 1928       | 7                | 4                | Italia (N 4)                                               | Umberto Nobile                                         | Das halbstarre Luftschiff verunglückte am 25. Mai 1928 wetterbedingt während einer Arktisexpedition. Beim Aufschlag auf das Packeis wurde die Führergondel abgerissen und ein Mann getötet. Neun Mann, vier davon verletzt, blieben auf dem Eis zurück. Sechs Besatzungsmitglieder schwebten im Kielgerüst und den Motorgondeln mit der steuerungslosen Luftschiffhülle davon und gelten als verschollen. |
|                                                     | 05. Oktober 1930   | 48               | ?                | R101                                                       |                                                        | R101 hatte bei ihrer (nach einem Umbau zweiten) Jungfernfahrt nahe Beauvais, Frankreich, eine Bodenberührung und geriet in Brand. |
|                                                     | 11. Mai 1932       | 2                | 1                | USS Akron (ZRS-4)                                          | US-Marine                                              | Vier Männer der Bodenmannschaft ließen nach einem Landeversuch bei Camp Kearney nahe San Diego, Kalifornien, USA, die Halteseile nicht rechtzeitig los. Einer stürzte aus wenigen Metern Höhe ab und brach sich den Arm, zwei stürzten vor laufenden Filmkameras in den Tod. Einer konnte sich festhalten und wurde später ins Schiff gezogen. |
|                                                     | 04. April 1933     | 73               | ?                | USS Akron (ZRS-4)                                          | US-Marine                                              | Das US-Marineluftschiff ging im Atlantik unter. Nur drei der 76 Besatzungsmitglieder überlebten. |
|                                                     | 04. April 1933     | 2                | 0                | J-3                                                        | US-Marine                                              | Das US-Marineluftschiff stürzte an der Küste von New Jersey, USA, ab, nachdem es ausgesandt worden war, um bei den Rettungsarbeiten für die USS Akron zu helfen. Beide Besatzungsmitglieder kamen um. |
| die USS Macon 1933 über New York City               | 12. Februar 1935   | 2                | ?                | USS Macon (ZRS-5)                                          | US-Marine                                              | Das US-amerikanische Starrluftschriff, 235 m lang, ging bei Point Sur bei einem Sturm im Pazifik unter. 81 der 83 Besatzungsmitglieder überlebten. |
|                                                     | 24. Oktober 1935   | 1                | ?                | UdSSR-W7bis Tscheljuskinez                                 | Sowjetunion                                            | Das Luftschiff geriet bei seiner Jungfernfahrt in eine Stromleitung und verbrannte. (siehe: Russische Luftschifffahrt). |
| die brennende Hindenburg 1937 bei Lakehurst         | 06. Mai 1937       | 36               | ?                | Zeppelin LZ 129 Hindenburg                                 | Deutsche Zeppelin-Reederei                             | Der 247 m lange Zeppelin geriet bei der Landung in Lakehurst südwestlich von New York City, USA, in Brand. |
|                                                     | 05. Februar 1938   | 13               | 3                | UdSSR-W6 Ossoawiachim                                      | Sowjetunion                                            | Das Luftschiff fuhr gegen einen Berg in der Nähe von Kandalakscha, Kola-Halbinsel, Russland. Von den 19 Personen an Bord starben die 13 Personen in der Kabine, drei wurden verletzt. |
|                                                     | 13. April 1942     | 0                | ?                | K-22                                                       | US-Marine                                              | Das US-Marineluftschiff K-22 fuhr am 13. April 1942 im Nebel gegen einen Hügel in der Nähe von Gilroy, Kalifornien, USA. Das Luftschiff wurde dabei zerstört. Die Besatzung kam mit Verletzungen davon. |
|                                                     | 08. Juni 1942      | 12               | ?                | G-1 und L-1                                                | US-Marine                                              | Die US-Marineluftschiffe kollidierten auf einem Nachtflug während eines Beobachtungsexperiments in der Luft. 12 Personen starben, darunter 5 Zivilisten. (USA?) |
|                                                     | 16. August 1942    | 2                | 0                | L-8                                                        | US-Marine                                              | Das US-Marineluftschiff landete intakt ohne Besatzung mit schlaffer Hülle auf einer Straße in Dales, Kalifornien, USA. Die Besatzung blieb verschollen. |
|                                                     | 18. Juli 1943      | 1                | ?                | K-74                                                       | US-Marine                                              | Während es in der Floridastraße das deutsche U-Boot U 134 attackierte, wurde K-74 von diesem abgeschossen. Alle 10 Besatzungsmitglieder konnten das Luftschiff schwimmend verlassen, am folgenden Morgen wurde ein Mann von Haien attackiert und starb, die anderen wurden gerettet. Das Luftschiff sank. |
|                                                     | 02. Juli 1944      | 6                | 4                | K-14                                                       | US-Marine                                              | Das Luftschiff prallte mit voller Fahrt auf die Wasseroberfläche. 4 der 10 Besatzungsmitglieder überlebten verletzt. Das Luftschiffwrack wurde an Land gebracht. |
|                                                     | 07. Juli 1944      | 1                | ?                | K-53                                                       | US-Marine                                              | Das Luftschiff prallte in der Nähe von Jamaika mit auf die Wasseroberfläche. 1 Besatzungsmitglied starb. Das Luftschiff ging verloren. Ein ähnlicher Zwischenfall mit diesem Luftschiff hatte sich bereits am 3. Oktober 1943 ereignet. (USA?) |
|                                                     | 30. September 1944 | 0                | 1                | K-9                                                        | US-Marine                                              | Das Luftschiff der Einheit ZP-11 fuhr beim Landeanflug gegen den Ankermast und riss die Hülle auf. Ein Mitglied der Bodenmannschaft fiel vom Ankermast und wurde schwer verletzt. Die Luftschiffbesatzung blieb unverletzt. (USA?) |
|                                                     | 17. Oktober 1944   | 7                | ?                | K-111                                                      | US-Marine                                              | Ort: Santa Catalina Island. Offizielle Darstellung der US-Marine: Das Luftschiff fuhr nach Navigationsproblemen während einer Patrouille nach japanischen U-Booten im Nebel gegen einen Berg über das verdunkelte Avalon, Kalifornien, USA, und explodierte. Augenzeugenbericht vom Maschinisten Ernst Jarke: Das Luftschiff fuhr bei klarer Sicht in die Bäume am Berg und wurde schwer beschädigt. Die gesamte Besatzung konnte das Luftschiff sicher verlassen und versammelte sich um das Wrack. Die folgende Explosion des Kraftstoffs forderte 7 Tote und mehrere Verletzte. |
|                                                     | 05. November 1944  | 2                | ?                | K-34                                                       | US-Marine                                              | K-34 ging am 5. November 1944 bei schlechtem Wetter im Atlantik verloren. Es gab 2 Tote, mehrere Besatzungsmitglieder überlebten. |
|                                                     | 06. Juli 1960      | 18               | ?                | Reliance                                                   | US-Marine                                              | Ein Radar-Frühwarn-Prallluftschiff der US-Marine vom Typ ZPG-3W stürzte bei Long Island, USA ins Meer. 18 der 21 Besatzungsmitglieder kamen um. |
|                                                     | 10. November 1966  | 0                | 0                | Goodyear Columbia                                          | Goodyear                                               | Das Luftschiff fuhr beim Landeversuch in eine Stromleitung und wurde stark beschädigt. Die beiden Insassen kamen ohne Verletzungen davon. (USA?) |
|                                                     | 01. Juli 1986      | 1                | 4                | Piasecki Heli-Stat (Piasecki PA-97)                        | Piasecki Aircraft Corporation im Auftrag der US-Marine | Bei einem Testflug stürzt die Hybridkonstruktion aus Luftschiffkörper und 4 Hubschraubern ab. Ein Pilot starb, drei wurden schwer, einer leicht verletzt. Das Fluggerät wurde zerstört. (USA?) |
|                                                     | 04. Juli 1993      | 0                | 2                | Bigfoot                                                    | US LTA                                                 | Die Hülle des Pralluftschiffs, auf dem zu dieser Zeit das Pizza-Hut-Logo prangte, wurde beschädigt und das Luftschiff musste in New York, NY, USA, auf einem Gebäude notlanden. Beide Piloten wurden leicht verletzt. |
|                                                     | 23. Mai 1994       | 2                | 0                | Typ: WDL-1B                                                | WDL Luftschiffgesellschaft                             | Zwei Personen hielten sich in Gießen, D, an der Gondel fest, während ein Luftschiff vom Typ WDL-1B beim Landeanflug durchstartete. Vom Piloten nicht bemerkt, fielen sie aus einer Höhe von etwa 50 bis 80 m zu Boden. |
|                                                     | 28. Oktober 1999   | 0                | 1                | Goodyear Spirit of Akron                                   | Goodyear                                               | Das einzige Luftschiff vom Typ GZ-22 kollidierte mit Bäumen, nachdem die Besatzung infolge technischer Probleme die Kontrolle verloren hatte. Der Pilot wurde leicht verletzt; der Techniker blieb unverletzt. Das Luftschiff wurde nicht wieder in Dienst gestellt. Wenige Meilen vom Luftschiffhafen von Goodyear entfernt, Ohio, USA. |
|                                                     | 16. Juni 2005      | 0                | 0                | Goodyear Stars & Stripes                                   | Goodyear                                               | Das Luftschiff verunglückte in einem Gewitter in Coral Springs, Florida, USA. Dabei traf es einen Strommast, dessen Beschädigung in 1400 Haushalten die Elektrizitätsversorgung unterbrach. Die beiden Piloten mussten bis zur Abschaltung des Stromes in der Kabine ausharren. Sie blieben unverletzt. |
| Luftschiff The Spirit of Safety I vom Typ ABC A-60+ | 12. Juni 2011      | 1                | ?                | American Blimp Corporation Modell A-60+ Spirit of Safety I | The Lightship Group im Auftrag von Goodyear Dunlop     | Das Prallluftschiff Spirit of Safety I von Goodyear vom Typ ABC A-60+ geriet nach einem Bodenaufsetzer auf dem Flugplatz Reichelsheim in Brand. Drei Passagiere konnten sich retten, nachdem ihnen der Pilot geholfen hatte. Der Pilot verbrannte auf seinem Pilotensitz. |
|                                                     | 25. September 2024 | 1                | 0                | Airship do Brasil ADB 3-3                                  | Airship do Brasil Indústria e Serviços Aéreos SA       | Luftschiff, das für das Team von São Paulo im Einsatz war, stürzt in Osasco ab. Airship do Brasil Indústria e Serviços Aéreos SA |